# Rifle Farquharson
O rifle Farquharson é um rifle por ação de bloco cadente sem cão desenhado e patenteado por John Farquharson (1833-1893), da aldeia de Daldhu em Perth and Kinross, Escócia em 1872. George Gibbs, um fabricante de armas em Bristol, tornou-se co-proprietário da patente Farquharson em 1875 e foi o único fabricante de rifles Farquharson até que a patente expirou. Menos de 1.000 rifles Gibbs-Farquharson foram feitos, o último foi entregue em 1910.

## Histórico
Alguns anos depois que a patente original do rifle Farquharson expirou em 1889, muitos fabricantes de armas ingleses começaram a produzir suas próprias versões do rifle Farquharson utilizando mecanismos de ação feitos por Auguste Francotte em Herstal, Bélgica.
Esses mecanismos de ação eram essencialmente cópias exatas daqueles usados por Gibbs para construir seus rifles Farquharson militares, que tinha uma sólida combinação de guarda-mato com uma alavanca envolvente abaixo dele.
Os mecanismos de ação tinham "PD" estampado no receptor, que significava "public domain" ("domínio público"), indicando que não havia violação de patente ao utilizar o design.
A WJ Jeffery & Co. produziu a maioria dos rifles Farquharson "PD", com os primeiros sendo vendidos em 1895 como seu "Model 95 Falling Block Rifle". Em 1904, a Jefferey introduziu uma versão maior dessa ação chamada "Model 1904" e para o cartucho .600 Nitro Express.
O "Model 95" e o "Model 1904" foram listados nos catálogos da Jeffery até 1927. No entanto , começando em 1912, os anúncios dos "Falling Block Rifles" traziam a notação: "Agora feitos somente sob encomenda, tendo sido substituídos pelo "Magazine Rifle"" (com carregadores).

## Legado
Devido à sua raridade, os rifles Gibbs-Farquharson originais tornaram-se peças de colecionador altamente valorizadas hoje, chegando a alcançar o preço de £ 6.000 (US$ 7.774), em um leilão de 2017. Os rifles Farquharson "PD" da Jeffery e outros fabricantes são menos raros, mas ainda são geralmente considerados peças de colecionador em vez de armas de trabalho.
A Ruger apresentou seu rifle de tiro único Ruger No. 1 em 1967 (foi projetado em 1966), um design com ação de bloco cadente com estilo semelhante ao do rifle Farquharson, e continua sendo uma de suas armas de fogo mais vendidas.
Vários outros fabricantes de armas oferecem rifles de tiro único sob medida mais ou menos baseados no Farquharson, incluindo a Soroka Rifle Co. na Nova Zelândia, a Dakota Arms Inc. em Sturgis, Dakota do Sul e a Sturtevant Arms Company (encerrou as atividades) em Pueblo, Colorado.